# Fluoroform
Fluoroform (Summenformel CHF3) ist ein farbloses, ungiftiges und nicht brennbares inertes Gas mit leicht etherischem Geruch. Aufgrund seiner Struktur (CHX3) ist es homolog zu Chloroform, Bromoform und Iodoform und analog benannt.

## Darstellung
Fluoroform (HFC-23) fällt bei der Produktion von Chlordifluormethan, das ein Grundprodukt für die Erzeugung von Teflon ist, als Nebenprodukt an. Im Labor kann es aus Iodoform und Quecksilber(I)-fluorid, oder aus Chloroform und Flusssäure erhalten werden:
{\displaystyle \mathrm {2\ CHI_{3}+3\ Hg_{2}F_{2}\longrightarrow \ 2\ CHF_{3}+3\ Hg_{2}I_{2}} }
{\displaystyle \mathrm {CHCl_{3}+3\ HF\longrightarrow \ CHF_{3}+3\ HCl} }

## Eigenschaften
Fluoroform ist reaktionsträge. Es reagiert nur mit stark oxidierenden Reagenzien.

## Verwendung
CHF3 findet als Lösch- und Kältemittel sowie als Prozessgas beim Trockenätzen Verwendung. In der organischen Synthese kann die Verbindung als Reagenz für Difluormethylierungsreaktionen eingesetzt werden. Diese Reaktionen verlaufen über das Difluorcarben CF2 als Intermediat.

## Umwelt
Da Fluoroform weder Chlor noch Brom enthält, greift es die Ozonschicht nicht an. Gegenwärtig enthält die Atmosphäre etwa 200.000 Tonnen Fluoroform. Es wirkt als Treibhausgas etwa 14.000-mal so stark wie Kohlendioxid. Daher ist Fluoroform im Kyoto-Protokoll als „wasserstoffhaltiger Fluorkohlenwasserstoff“ benannt, dessen Emission reduziert werden muss.
Das Treibhausgas HFC-23 sollte nach Angaben der beiden Hauptproduzenten, China und Indien, bis 2017 so gut wie nicht mehr in die Atmosphäre gelangen. Tatsächlich haben Atmosphärenforscher unter Federführung der Universität Bristol aber Rekordwerte gemessen. Wie das internationale Team im Januar 2020 berichtet, sind die Emissionen jedoch weiter angestiegen und hätten 2018 einen Rekordwert erreicht.
In der Atmosphäre kann Fluoroform aus vielen Hydrofluorolefinen gebildet werden.

### Handel mit Emissionsrechten für HFC-23
In die Schlagzeilen geriet dieser Stoff 2010, als bei Nachforschungen zu den Klimazertifikaten, die nach Einsparen von Emissionen dieses Stoffes verkauft werden können, nach Angaben des Fernsehmagazins Monitor getrickst wurde: Im Austausch für Einsparungen hauptsächlich indischer und chinesischer Chemiefabriken bei der Produktion von Fluoroform (HFC-23) erkauften sich deutsche Kohlekraftwerksbetreiber die Möglichkeit, deutlich mehr Kohlenstoffdioxid zu produzieren. Dies wurde durch Nachverfolgung der schwankenden Emissionsmengen von HFC-23 eruiert.
Im August 2015 wurde bekannt, dass auch im Zusammenhang mit HFC-23-Emissionsmengen in Russland um 2011 getrickst wurde. Werke wurden mit staatlicher Duldung in einem Jahr ineffizienter mit gesteigertem Ausstoß von Treibhausgas betrieben, um im Folgejahr durch bloß wirtschaftlichen Normalbetrieb Erlöse aus dem Verschmutzungszertifikatehandel zu erzielen. Schon vor 2013 hat die EU den Handel mit HFC-23-Zertifikaten unterbunden. Für das Pariser Klimaabkommen hofften Experten und das deutsche Bundesumweltministerium auf internationale Kontrolle bei der Projektauswahl.

### Ersatzstoff für die Kältetechnik
R-469A, eine Stoffmischung aus R-744 und R-410A, ist ein klimaschonender Ersatzstoff. Das CO2-Äquivalent (GWP) von R-469A beträgt mit 1357 weniger als ein Zehntel des CO2-Äquivalents von R-23 (GWP von 14800). Damit ist dieses Kältemittel unbegrenzt zugelassen gemäß EU-Verordnung 517/2014. Diese Vorschrift erlaubt Gase mit CO2-Äquivalenten über 2500 in stationären industriellen Kältesystemen nur für Anwendungen unter −50 °C.

## Vorsichtsmaßnahmen
Das Gas sollte nicht eingeatmet werden, da es Atemstillstand verursachen kann. Ab etwa 20 Volumenprozent in der Atemluft tritt eine narkotisierende Wirkung ein (siehe Sicherheitsdatenblatt). Nach NFPA- und ISO-Anwendungsnormen ist der NOAEL bei 30 Volumenprozent.